# Peridroma albiorbis
Peridroma albiorbis är en fjärilsart som beskrevs av Elwood C. Zimmerman 1958. Peridroma albiorbis ingår i släktet Peridroma och familjen nattflyn. Inga underarter finns listade i Catalogue of Life.